# Andador

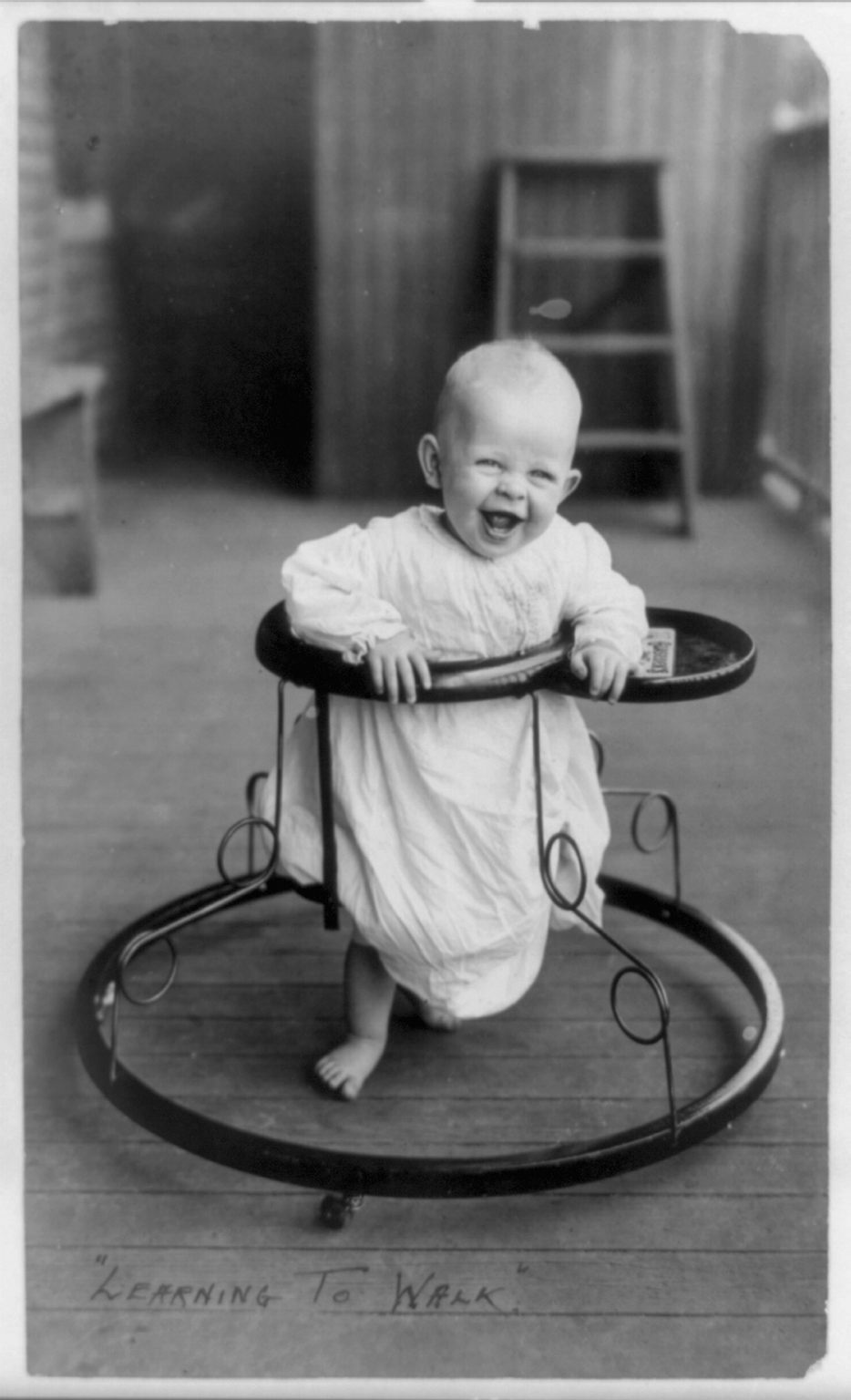
Niño en un andador, 1905.

Un andador, también conocido como tacatá o tacataca es un medio de transporte que se utiliza para enseñar a los niños a andar. Los andadores son estructuras rígidas circulares dentro de las cuales se introduce el bebé. La parte superior es lo suficientemente estrecha como para que el niño encuentre un apoyo seguro, mientras que la base es más ancha para facilitar el movimiento de los pies. Tienen una altura equivalente a la del pecho del niño, de modo que este se pueda apoyar, agarrar o empujar para dar sus primeros pasos. Están fabricados de madera o de metal y cuentan con ruedas en su base para posibilitar su desplazamiento.
Los padres colocan a los niños en andadores a partir de los cinco a los ocho meses por diversos motivos: mantener a los niños ocupados, comenzar a andar antes o fortalecer sus piernas. Para elegir un buen andador Archivado el 16 de junio de 2021 en Wayback Machine., se recomienda que tenga sistema antiderrape para evitar vuelcos, que el soporte sea blando para amortiguar golpes, que tenga topes para inmovilizarlo, que sea plegable, que se pueda lavar y que pueda regularse en altura para seguir el crecimiento del bebé. Algunos andadores también incluyen una plataforma con juegos que desarrollan la psicomotricidad del bebé.
Tradicionalmente, se ha pensado que el uso de andadores aceleraba el aprendizaje de los niños. Sin embargo, recientes estudios, que han comparado el desarrollo de bebés que utilizaban andadores y otros que no lo hacían, lo ponen en duda. Las conclusiones parecen sugerir lo contrario: que los niños que han utilizado soportes han retrasado su evolución frente a los que no los han usado. Además, los andadores pueden ser fuente de accidentes o lesiones entre cuyas causas se cuentan empujones, defectos mecánicos o tropezones.
Los datos sobre las lesiones causadas por los andadores, recopilados por el Programa de Prevención y Reporte de Lesiones del Hospital de Canadá (CHIRPP), condujeron a la prohibición de la venta de estos aparatos en dicho país. El CHIRPP es un sistema informático que recopila y analiza los datos de lesiones tratados por dieciséis hospitales en Canadá. La base de datos reveló que, entre los meses de abril de 1990 y abril de 2002, se produjeron 1.935 lesiones causadas por el uso de andadores. La prohibición en este país incluye la venta, importación y anuncio de andadores, y engloba también los andadores modificados y los de segunda mano.
Hoy en día, la mayoría de los especialistas (pediatras, fisioterapeutas, psicomotricistas, entre otros) desaconsejan su utilización. Conviene prevenir a los padres del riesgo de su uso, ya que sobre el papel podrían parecer interesantes y por eso continúan en el mercado español.
Se pueden encontrar en la red múltiples foros y artículos que desaconsejan su empleo, como Patrones de uso, creencias populares y accidentabilidad por andador infantil o Relaciones con el inicio de la marcha, gateo, uso de andadores y accidentes Archivado el 19 de mayo de 2014 en Wayback Machine.. La principal razón de su  éxito es que ayuda a los padres a sentirse más cómodos y tranquilos durante la etapa de gateo del niño (pese a que como se ha dicho son causa de múltiples accidentes).
En cambio, el niño -para alcanzar un normal desarrollo motor- debe pasar por etapas de las que no debemos privarle: moverse en el suelo, volteando, rastreando, gateando (lo que va fortaleciendo a la vez sus brazos y le resultará útil para tener reflejos de apoyo y amortiguar posteriores caídas); ir conquistando la verticalidad, aprendiendo primero a ponerse de rodillas apoyándose en los muebles y a ponerse de pie con apoyo; mantenerse de pie realizando un buen apoyo plantar, pasando el peso del cuerpo de la punta a los talones y aprendiendo a mover las piernas lateralmente apoyado en los muebles y manteniendo el equilibrio por sí mismo; aprender a agacharse y a pasar de esta posición al suelo flexionando cadera, rodillas y tobillos.[cita requerida]

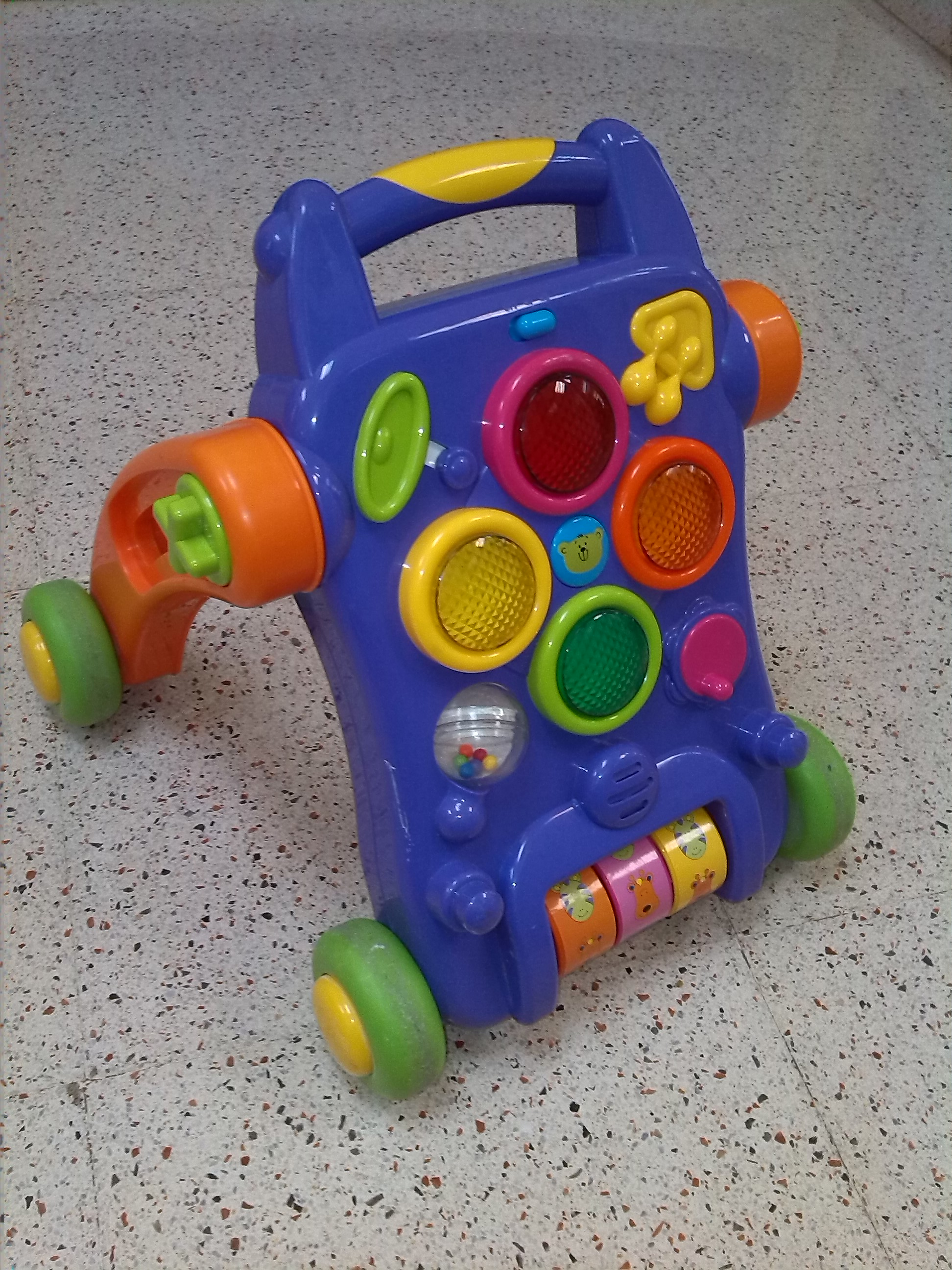
Ejemplo de andador infantil moderno, en que el niño se apoya y empuja en lugar de ser una estructura que lo sujeta.

En el tacatá el niño no tiene un buen apoyo plantar, sobre todo apoya en la punta y no en el talón, no tiene libertad de movimientos que fomenten la práctica del equilibrio, no permite los cambios posturales del suelo a la bipedestación. Todo esto impide el desarrollo muscular del niño y puede llegar a producir incluso deformidades de ligamentos y huesos. Además confunde al niño al distorsionar los límites del propio cuerpo.[cita requerida]
En realidad no es correcto decir que el tacatá es lo mismo que el andador, porque existen en el mercado andadores modernos que se asemejan a los que se usan en discapacidad y que son adecuados para el uso infantil porque permiten la bipedestación y a la vez hacen que el niño mantenga el equilibrio y le proporcionan mayor libertad de movimientos al poder bajar al suelo o ponerse de pie libremente, con lo que evitan todos los inconvenientes expuestos anteriormente.[cita requerida]

## Historia

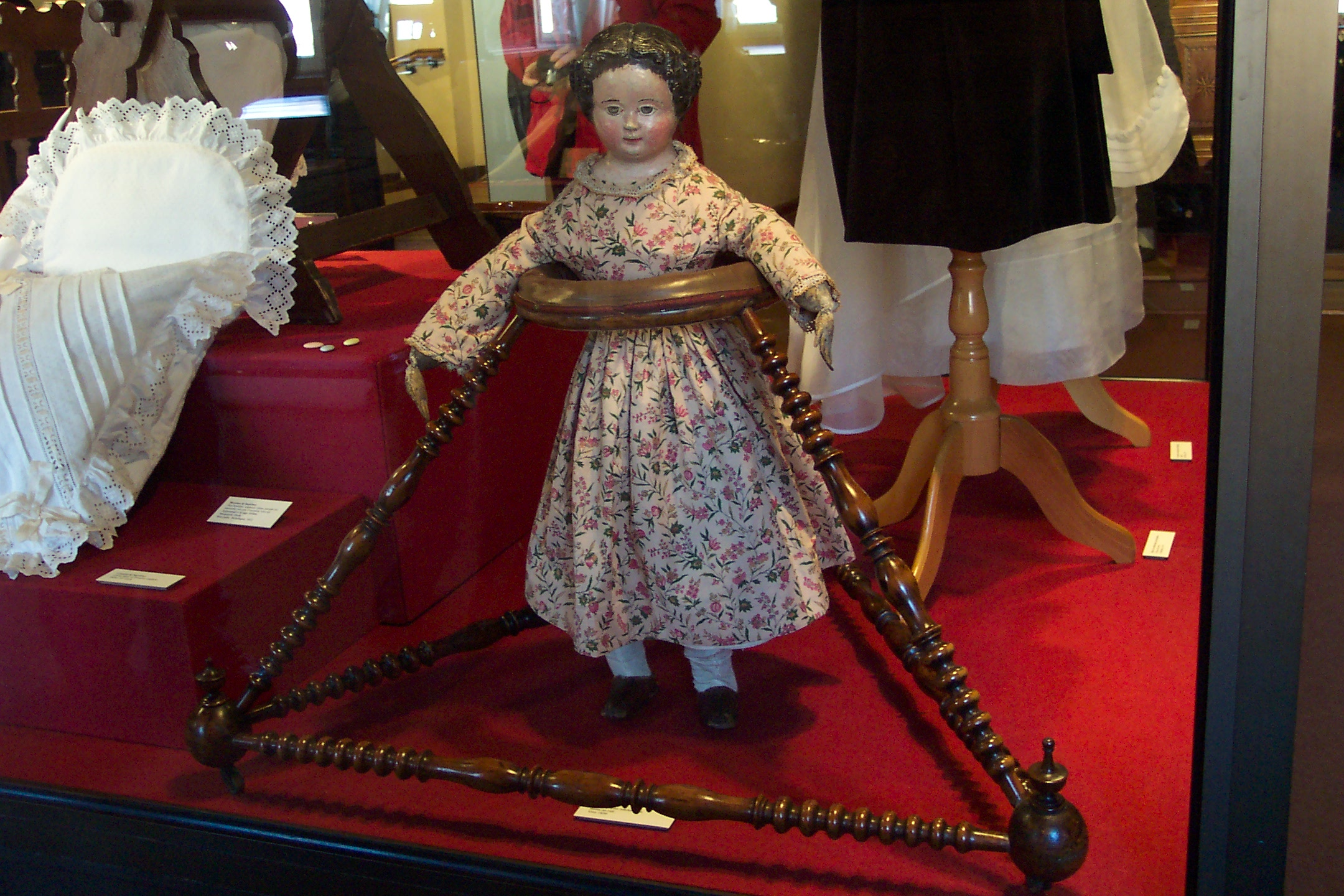
Un niño en un andador, en el museo alsaciano de Estrasburgo.

Los andadores aparecen representados en algunas obras de arte de los siglos XIV y XV entre las que se encuentran el libro de horas de Catalina de Cleves. El médico del siglo XVI Ferrarius los recomendó para enseñar a los niños a andar.[cita requerida]
El andador más común consistía en una estructura de madera con un aro superior y varias ruedas en su base, lo que se utilizaba tanto para enseñar a los niños a andar como para obligarles a hacer ejercicio. Varios de estos ejemplares se conservan en museos y casas históricas. Juan Pantoja de la Cruz retrató al futuro Felipe IV en un andador en 1607. Rembrandt dibujó a un niño introducido dentro de un andador en 1646.